# Demi Moore
Demi Gene Guynes (Roswell, Nou Mèxic, 11 de novembre de 1962), més coneguda com a Demi Moore, és una actriu estatunidenca, coneguda especialment per les pel·lícules Ghost, Alguns homes bons, Una proposició indecent i Striptease.

## Biografia
El seu pare, Charles Harmon, va deixar sa mare, Victoria, abans del naixement. Per això, Demi Moore no va tenir el cognom del pare. El seu padrastre, Danny Guynes, no li va donar gaire estabilitat. Sovint canviava de feina i la família va canviar de casa un total de 40 voltes. Per a empitjorar la situació, les operacions a l'ull esquerre quan era petita li van fer dur un pedaç. Encara que Moore va néixer a Nou Mèxic, va passar gran part de la infantesa i l'adolescència a Pittsburgh. Danny i Victoria continuaren bevent, barallant-se i pegant-se mútuament, fins que Danny finalment es va suïcidar.
Llavors, la seva amiga Nastassja Kinski la va convèncer de deixar la Preparatòria Fairfax de Hollywood als 16 anys per a fer-se actriu. Després de deixar l'escola, Moore treballà com a model fotogràfica. La gran oportunitat arribà quan va fer el paper de Jackie Templeton al drama de la cadena ABC "General Hospital", paper que va interpretar del 1982 al 1983.
Des que va cobrar els primers sous de General Hospital, sortia de festa i inhalava cocaïna. La drogoaddicció li va durar més de tres anys, fins que el director de cinema Joel Schumacher la va fer fora del rodatge de St. Elmo's Fire quan arribà al plató intoxicada. De seguida va rebre tractament, i va tornar neta una setmana més tard, mantenint després la seua cura d'intoxicació. Casualment, el personatge de Moore a la pel·lícula, Jules, era també addicta a la cocaïna. Moore hagué de signar un contracte que deia que deixaria les drogues i l'alcohol, un acord que donà un tomb a la seva vida.
Malgrat ser principalment coneguda per la carrera cinematogràfica, també ha aparegut a algunes sèries de televisió.

### 1986–1996: Enlairament i èxit de crítica

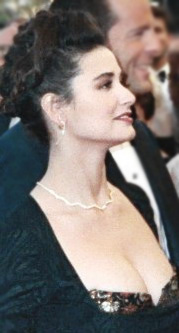
Moore a la 61a edició dels Premis de l'Acadèmia el 1989

L'èxit d'About Last Night... no va tenir rival amb els altres dos llançaments de Moore de 1986, One Crazy Summer i Wisdom, les últimes pel·lícules orientades a la joventut què protagonitzaria. Moore va figurar com un dels dotze «nous actors prometedors de 1986» a Screen World de John Willis, vol. 38. Moore va fer el seu debut professional a l'escenari en una producció Off-Broadway de The Early Girl, que es va presentar a la Circle Repertory Company la tardor de 1986. El 1988, Moore va interpretar una mare profecia al drama apocalíptic El setè signe —la seva primera sortida com a estrella de cinema en solitari— i el 1989, va interpretar a la bugadera i prostituta local enginyosa a la pel·lícula de Neil Jordan, al·legoria de l'era de la depressió, No som àngels, al costat de Robert De Niro.
La pel·lícula més reeixida de Moore fins aleshores és el melodrama romàntic sobrenatural Ghost (1990), que va recaptar més de 505 milions de dòlars a taquilla i va ser la pel·lícula més taquillera de l'any. Va interpretar una dona jove en perill de ser protegida pel fantasma del seu amant assassinat. L'escena d'amor entre Moore i Patrick Swayze que comença davant d'un torn de terrisser al so de Unchained Melody s'ha convertit en un moment icònic de la història del cinema. Ghost va ser nominada a l'Oscar a la millor pel·lícula, i l'actuació de Moore li va valer una nominació al Globus d'Or. El 1991 Moore va protagonitzar la comèdia de terror Embolics i més embolics, va coproduir i va aparèixer al thriller de misteri Pensaments mortals, i va interpretar per primera vegada a una rossa a la comèdia romàntica La dona del carnisser, amb la ressenya de Roger Ebert que la descrivia com «càlida i mimososa». Moore va mantenir el seu estatus de llista A amb els seus papers protagonistes a Alguns homes bons (1992) de Rob Reiner, Una proposició indecent (1993) d'Adrian Lyne i Assetjament (1994) de Barry Levinson, tots els quals es van obrir al No. 1 a la taquilla i van ser grans èxits. L'any 1991 va aparèixer a la portada de la revista Vanity Fair, fotografiada nua per Annie Leibovitz quan estava embarassada de set mesos.
El 1995 Moore era l'actriu millor pagada de Hollywood. La seva interpretació de Hester Prynne a La lletra escarlata (1995), una versió «adaptada lliurement» de la novel·la romàntica històrica de Nathaniel Hawthorne, va rebre dures crítiques. El drama de la majoria d'edat Amigues per sempre (1995) va tenir un èxit moderat de taquilla. Moore va rebre un sou rècord de 12,5 milions de dòlars el 1996 per protagonitzar Striptease. Es va fer molta il·lusió sobre la voluntat de Moore de ballar en topless per al paper, tot i que aquesta era la sisena vegada que mostrava els seus pits a la pel·lícula. La pel·lícula es va obrir a crítiques aclaparadorament negatives amb l'actuació de Moore criticada. Va ser un èxit econòmic moderat, va recaptar 113 milions de dòlars a tot el món, i Moore va rebre el premi Golden Raspberry a la pitjor actriu. Moore va protagonitzar el thriller Coacció a un jurat (1996). Va ser una fracàs de taquilla i va ser molt criticada per la crítica.
Moore va produir i protagonitzar una controvertida minisèrie per a HBO anomenada Si les parets parlessin (1996), una antologia de tres parts sobre l'avortament al costat de Sissy Spacek i Cher. La seva guionista, Nancy Savoca, va dirigir dos segments, inclòs un en què Moore interpretava a una infermera vídua a principis dels anys cinquanta que buscava un avortament al carrer. Per aquest paper, Moore va rebre una segona nominació al Globus d'Or com a millor actriu. També el 1996, va proporcionar la veu parlant de la bella Esmeralda a l'adaptació animada de Disney de El geperut de Notre Dame, i va protagonitzar la comèdia de Mike Judge Beavis and Butt-Head Do America, al costat del seu llavors marit Bruce Willis. Moore es va afaitar el cap per interpretar la primera dona que es va entrenar als Navy SEALs a G.I. Jane de Ridley Scott (1997). Amb un pressupost de 50 milions de dòlars EUA, la pel·lícula va ser un èxit comercial moderat, amb una recaptació mundial de 97,1 milions de dòlars EUA.

### 1997–2003: caiguda de la carrera i altres projectes

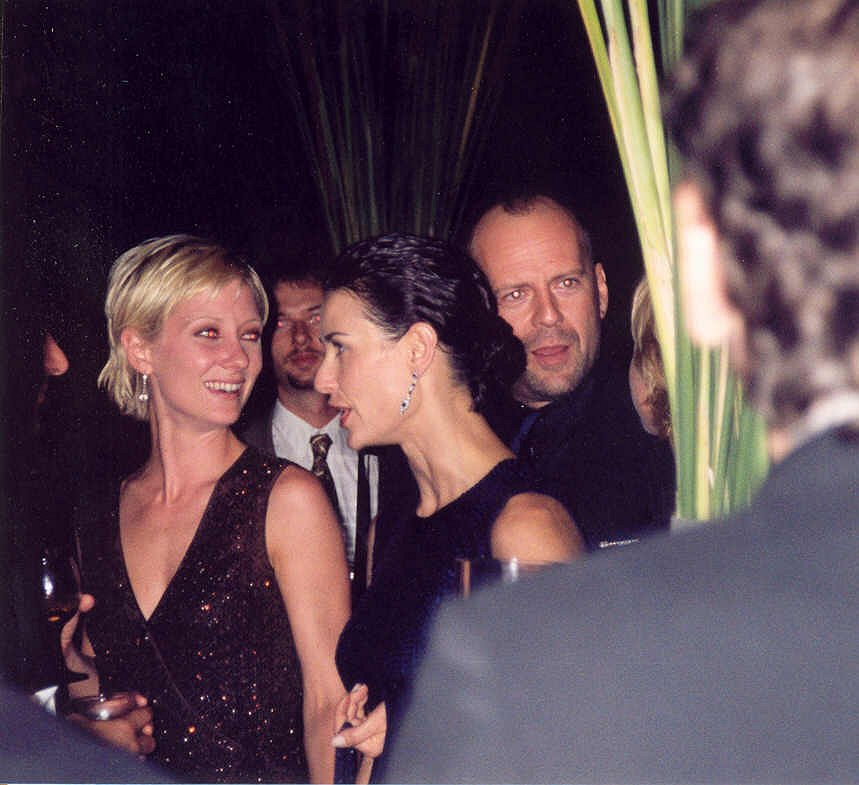
Anne Heche, Moore i Bruce Willis als Premis Emmy de 1997

Durant la producció de GI Jane, es va informar que Moore havia ordenat als caps d'estudi que lloguessin dos avions per al seu entorn i per a ella, la qual cosa va reforçar la seva reputació negativa de ser una diva: anteriorment havia rebutjat Sandra Bullock en un paper a Mentre dormies perquè l'estudi es va negar a satisfer les seves demandes salarials, i va ser batejat pels mitjans de comunicació «Gimme Moore». Moore va assumir el paper d'una psiquiatra a Desmuntant Harry de Woody Allen, també el 1997.
Després de GI Jane, Moore es va retirar del focus i es va traslladar a Hailey, Idaho, a temps complet per dedicar-se a criar les seves tres filles. Moore va estar fora de la pantalla durant tres anys abans de ressorgir al drama psicològic d'art Passion of Mind (2000), la primera pel·lícula en anglès del director belga Alain Berliner. La seva actuació com a dona amb trastorn dissociatiu de la identitat va ser ben rebuda, però la pel·lícula en si va obtenir crítiques diverses i va ser considerada «molt lenta» per alguns crítics. Després, Moore va reprendre la seva aturada professional autoimposada i va continuar rebutjant les ofertes de pel·lícules. El productor Irwin Winkler va dir l'any 2001: «Vaig tenir un projecte fa aproximadament un any i mig, i vam fer una consulta sobre ella, una imatge comercial molt bona. A ella no li interessava.» Moore va tornar a la pantalla interpretant un dolent a la pel·lícula de 2003 Charlie's Angels: Full Throttle, al costat de Cameron Diaz, Drew Barrymore i Lucy Liu. Un èxit comercial, la pel·lícula va guanyar 259,1 milions de dòlars a tot el món, i Rolling Stone, en el paper de Moore, va comentar: «És un alleujament quan Demi Moore apareix com un àngel caigut [... ] Moore, de 40 anys, es veu molt bé en biquini i ni tan sols intenta actuar. La seva sensualitat sense somriure talla la rialla més gran mentre els àngels lluiten, pateixen, ballen i fan motocròs com els clons d'Indiana Jones amb estrògens». Charlie's Angels: Full Throttle va ser seguit d'una altra absència de tres anys. Mentrestant, Moore va signar com a cara de la marca de moda Versace i la marca de cosmètics Helena Rubinstein.

### 2006–2011: tornada i ressorgiment

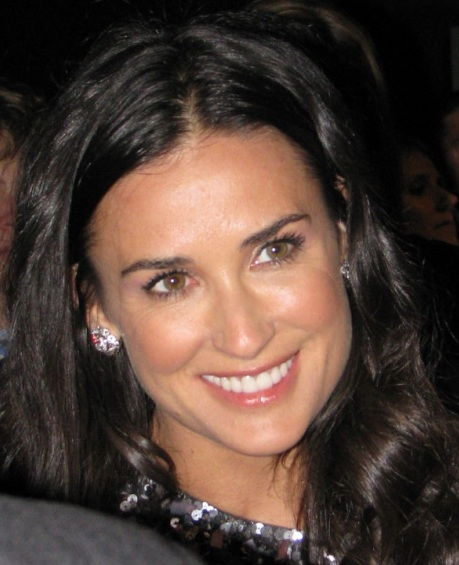
Moore el 2009

Al drama d'Emilio Estevez, Bobby (2006), Moore va interpretar una cantant alcohòlica la carrera de la qual està en descens, com a part d'un repartiment de conjunt, sobre les hores prèvies a l'assassinat de Robert F. Kennedy. Com a membre del repartiment, va ser nominada al Premi del Sindicat d'Actors de Cinema al millor repartiment. La pel·lícula va guanyar el premi del Festival de Cinema de Hollywood al millor repartiment. Moore va tenir un paper principal com a novel·lista afligida i turmentada al thriller de misteri Half Light (2006) al costat de Hans Matheson, després va assumir el paper d'un oficial de policia que investigava un assassí en sèrie al thriller psicològic Mr Brooks (2007), amb Kevin Costner. La pel·lícula va rebre crítiques diverses i va recaptar 48,1 milions de dòlars a tot el món. Rolling Stone va escriure que «la policia del cas, interpretada per Demi Moore amb una franquesa sorprenent que mereixia més que ser carregat amb una història de fons absurda com a hereva amb un marit caçador de fortuna».
Moore es va reunir amb el coprotagonista de Blame It on Rio Michael Caine per a la pel·lícula dramàtica britànica Flawless (2008), on va retratar una executiva nord-americana que ajudava a robar un grapat de diamants de la London Diamond Corporation durant la dècada de 1960. Moore va rebre crítiques positives de la crítica; Miami Herald va escriure: «El maridatge inspirat de Demi Moore i Michael Caine com a parell de lladres a la pel·lícula Flawless recorre un llarg camí per superar la fluïdesa i el ritme pausat de la pel·lícula».
El 2010, Moore va assumir el paper d'una filla que ajudava el seu pare a fer front als problemes de salut relacionats amb l'edat a la comèdia Happy Tears, al costat de Parker Posey i Rip Torn, i va protagonitzar la matriarca d'una família que es va traslladar a un barri suburbà a la comèdia The Joneses, amb David Duchovny. L'última pel·lícula va ser destacada en gran manera a la seva estrena a les sales, i els crítics van concloure que «es beneficia de la seva oportuna sàtira de la cultura de consum, així com d'un parell d'actuacions fortes» de Duchovny i Moore. A Bunraku (2010), una pel·lícula que Moore va descriure com una «gran aventura d'acció», va interpretar una cortesana i una dona fatal amb un passat secret.
Moore va interpretar un director de gestió de riscos d'un gran banc d'inversió de Wall Street durant les etapes inicials de la crisi financera de 2007-2008 al drama corporatiu aclamat per la crítica Margin Call (2011), on va formar part d'un repartiment que incloïa Kevin Spacey, Simon Baker i Paul Bettany. El repartiment va obtenir nominacions al premi «Millor conjunt» dels Premis Gotham, la Phoenix Film Critics Society i la Central Ohio Film Critics Association. També l'any 2011, Moore va rebre una nominació al premi Directors Guild of America per a la millor direcció: minisèrie o pel·lícula de televisió pel seu treball com a directora en un segment de la pel·lícula antologia Lifetime Five de 2011 i va protagonitzar al costat d'Ellen Barkin, Ellen Burstyn i George Kennedy a la comèdia negra Another Happy Day de Sam Levinson , que es va estrenar al Festival de Cinema de Sundance.

### 2012-present: memòries i papers televisius
Moore va aparèixer com la mare del personatge de Miley Cyrus a la pel·lícula de drama romàntic LOL (2012). Va interpretar un paper de mare similar a la seva següent pel·lícula, la comèdia de major edat Very Good Girls (2013), que va protagonitzar Dakota Fanning i Elizabeth Olsen. La seva part com a vella flama d'un assassí ràpid al drama occidental Forsaken (2015), amb Donald Sutherland i Kiefer Sutherland, va ser seguida pel paper de la filla d'un professor de secundària jubilat a la comèdia de carretera Wild Oats, que es va estrenar a Lifetime l'agost de 2016 i en un llançament limitat el mes següent. A la seva següent pel·lícula, el drama Blind (2017), Moore va protagonitzar al costat d'Alec Baldwin, interpretant la dona descuidada d'un home de negocis acusat que té una aventura amb un novel·lista encegat en un accident de cotxe.
El febrer de 2017, Moore es va unir al repartiment d'Empire, en el paper recurrent d'una infermera responsable amb un passat misteriós. La pel·lícula de comèdia Rough Night (2017) va presentar Moore com la meitat d'una parella de nimfòmans seduint un membre d'una festa de soltera que va sortir malament. La pel·lícula es va estrenar als Estats Units el 16 de juny de 2017 per Columbia Pictures, va rebre crítiques diverses i va recaptar 47 milions de dòlars a tot el món. Va interpretar a Selma a la pel·lícula dramàtica índia Love Sonia (2018), que explica la història del viatge d'una jove per rescatar la seva germana del perillós món del tràfic sexual internacional. Va interpretar a Lucy, una directora general superficial a la pel·lícula de comèdia de terror Corporate Animals (2019), que es va estrenar al Festival de Cinema de Sundance el 29 de gener de 2019.
Les memòries de Moore, Inside Out, van ser publicades el 24 de setembre de 2019 per HarperCollins. El 13 d'octubre de 2019, el llibre va debutar al número u de la llista de best-sellers de no-ficció de llibres electrònics i impresos combinats de The New York Times i a la llista de best-sellers de no-ficció de tapa dura. Moore va parlar del llibre en una entrevista exclusiva amb Diane Sawyer d'ABC News a Good Morning America. Moore i les seves dues filles Rumer i Tallulah van aparèixer al programa de tertúlia de televisió web de Jada Pinkett Smith Red Table Talk el 4 de novembre de 2019.
El 24 de juny de 2020, Moore va actuar com a Piper Griffin, la matriarca d'una poderosa família «que no s'aturarà davant res per protegir la seva família i el seu estil de vida» en el thriller de temàtica pandèmica produït per Michael Bay, Songbird, al costat de Craig Robinson., Paul Walter Hauser i Peter Stormare. Moore té un paper protagonista com a Diana a la sèrie dramàtica d'Amazon, Dirty Diana, que es basa en el podcast del mateix nom. El podcast té la veu de Moore i també fa de productora amb la guionista Shana Feste. Moore va ser una de les celebritats que van fer aparicions cameo modelant roba interior a Rihanna's Savage x Fenty Vol. 2a desfilada de moda el 2020.
Ha tingut com a parelles conegudes el cantant Freddy Moore (1980—1985) i els actors Bruce Willis (1987—2000) i Ashton Kutcher (2005—2011).

## Filmografia
| Data | Títol                                                             | Paper                         | Notes               |
| ---- | ----------------------------------------------------------------- | ----------------------------- | ------------------- |
| 1982 | Choices                                                           | Corri                         |                     |
| 1982 | Els bojos del bisturí                                             | Nova internista               | no surt als crèdits |
| 1982 | Parasite                                                          | Patricia Welles               |                     |
| 1984 | Una gran aventura                                                 | Laura Victor                  |                     |
| 1984 | Blame It on Rio                                                   | Nicole 'Nikki' Hollis         |                     |
| 1985 | St. Elmo's, punt de trobada                                       | Jules                         |                     |
| 1986 | Wisdom                                                            | Karen Simmons                 |                     |
| 1986 | One Crazy Summer                                                  | Cassandra Eldridge            |                     |
| 1986 | Va passar ahir a la nit                                           | Debbie                        |                     |
| 1988 | The Seventh Sign                                                  | Abby Quinn                    |                     |
| 1989 | No som àngels                                                     | Molly                         |                     |
| 1990 | Ghost                                                             | Molly Jensen                  |                     |
| 1991 | The Butcher's Wife                                                | Marina Lemke                  |                     |
| 1991 | Pensaments mortals                                                | Cynthia Kellogg               |                     |
| 1991 | Embolics i més embolics (Nothing But Trouble)                     | Diane Lightson                |                     |
| 1992 | Alguns homes bons                                                 | Tinent Cdr. JoAnne Galloway   |                     |
| 1993 | Una proposició indecent                                           | Diana Murphy                  |                     |
| 1994 | Assetjament                                                       | Meredith Johnson              |                     |
| 1995 | Amigues per sempre (Now and Then)                                 | Samantha                      |                     |
| 1995 | La lletra escarlata (The Scarlet Letter)                          | Hester Prynne                 |                     |
| 1996 | Beavis and Butt-Head Do America                                   | Dallas Grimes                 | (veu)               |
| 1996 | Striptease                                                        | Erin Grant                    |                     |
| 1996 | El geperut de Notre-Dame                                          | Esmeralda                     | (veu)               |
| 1996 | Coacció a un jurat                                                | Annie Laird                   |                     |
| 1996 | If These Walls Could Talk                                         | Claire Donnelly               |                     |
| 1997 | Desmuntant Harry                                                  | Helen/Harry's                 |                     |
| 1997 | G.I. Jane                                                         | Tinent Jordan O'Neil          |                     |
| 2000 | Passion of Mind                                                   | Martha Marie/'Marty' Talridge |                     |
| 2002 | The Hunchback of Notre Dame II                                    | Esmerelda                     | (veu)               |
| 2003 | Els àngels de Charlie: Al límit (Charlie's Angels: Full Throttle) | Madison Lee                   |                     |
| 2006 | Bobby                                                             | Virginia Fallon               |                     |
| 2006 | Penombra                                                          | Rachel Carlson                |                     |
| 2007 | Mr. Brooks                                                        | Detectiu Tracy Atwood         |                     |
| 2008 | Un pla brillant                                                   | Laura Quinn                   |                     |
| 2010 | Happy Tears                                                       | Laura                         |                     |
| 2010 | The Joneses                                                       | Kate                          |                     |
| 2010 | Bunraku                                                           | Alexandra                     |                     |
| 2011 | Margin Call                                                       | Sarah Robertson               |                     |
| 2011 | Another Happy Day                                                 | Patty                         |                     |
| 2012 | LOL                                                               | Anne                          |                     |
| 2013 | Very Good Girls                                                   | Kate                          |                     |
| 2017 | Rough Night                                                       | Lea                           |                     |
| 2018 | Love Sonia                                                        | Selma                         |                     |
| 2019 | Corporate Animals                                                 | Lucy                          |                     |
| 2020 | Songbird                                                          | Piper Griffin                 |                     |
| 2022 | Please Baby Please                                                | Maureen                       |                     |
| 2022 | The Unbearable Weight of Massive Talent                           | Olivia Cage                   |                     |
| 2024 | The Substance                                                     | Elisabeth Sparkle             |                     |